# 6529 Rhoads
6529 Rhoads è un asteroide della fascia principale. Scoperto nel 1993, presenta un'orbita caratterizzata da un semiasse maggiore pari a 2,3445311 UA e da un'eccentricità di 0,1321643, inclinata di 6,50735° rispetto all'eclittica.